# Synechodes
Synechodes é um gênero de traça pertencente à família Brachodidae.